# Kammarexpeditionen
Kammarexpeditionen är benämningen på två av Sveriges statsexpeditioner.

## 1713 års kammarexpedition
Den ursprungliga kammarexpeditionen upprättades genom 1713 års kansliordning, och ägde bestånd fram till 1719. Hit fördes i stort sett hela den allmänna statsförvaltningen.
Genom 1719 års kansliordning sammanslogs kammarexpeditionen och handelsexpeditionen till inrikes civilexpeditionen.
Expeditionschefen hade under denna period titeln ombudsråd.

## 1809 års kammarexpedition
Den andra kammarexpeditionen ersatte civilexpeditionen genom 1809 års kansliordning, och ersattes i och med departementalreformen 1840 av civildepartementet. Bland kammarexpeditionens områden märktes jordbruks- och bergsbruksfrågor, kammarverket, och städernas förvaltning. 
Expeditionens statssekreterare var dess chef under dessa år.

### Statssekreterare vid 1809 års kammarexpedition
- 1809: Gustaf Wathier Hamilton
- 1809-1817: Johan Abraham Börtzell
- 1817-1820: Casper Wilhelm Michael Ehrenborgh
- 1820-1838: Magnus Georg Danckwardt
- 1838-1840: Georg Ulfsparre af Broxvik